# دخل الأسرة

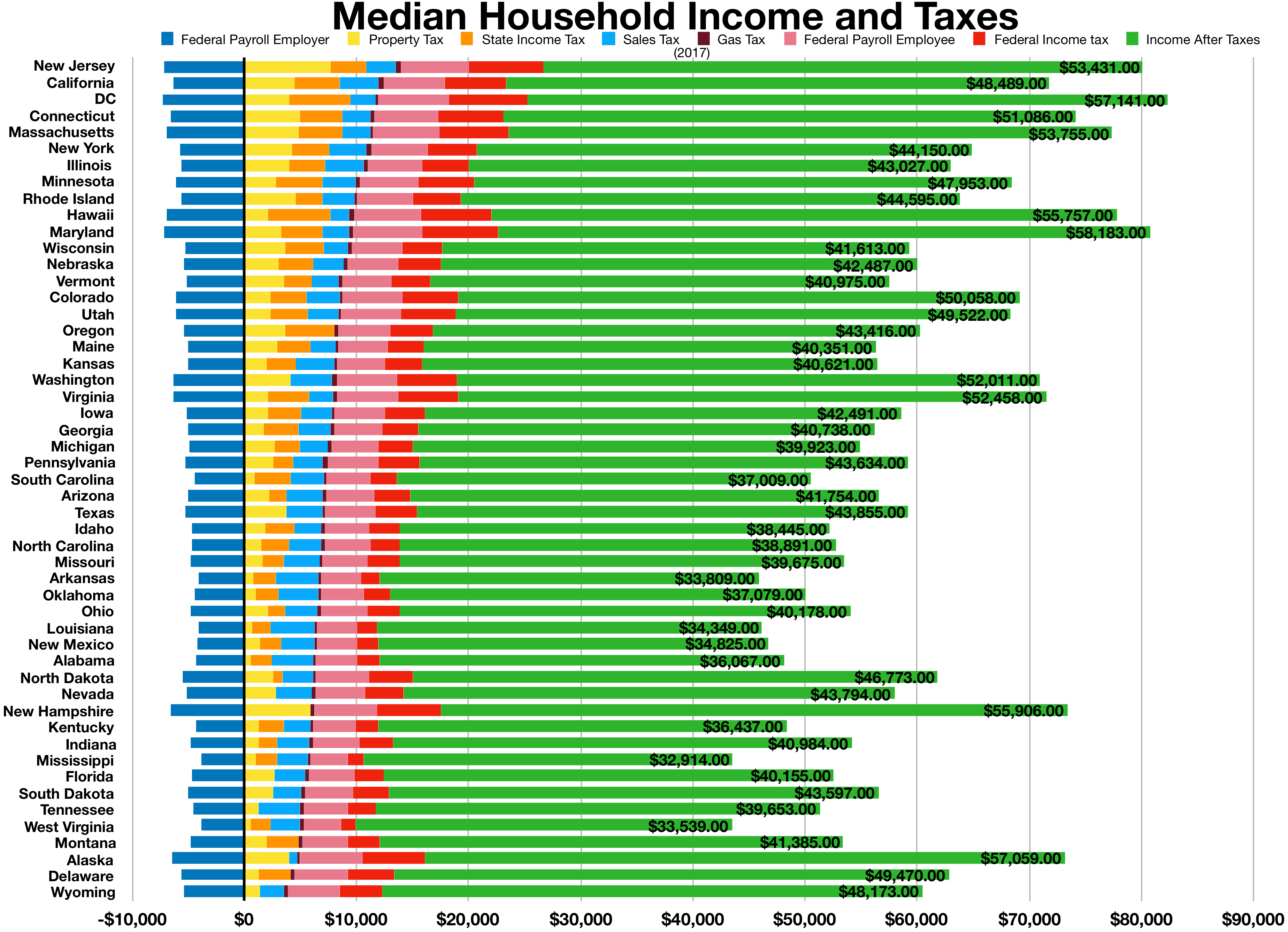

دخل الأسرة أو الدخل الأسري هو الدخل الإجمالي لجميع الأفراد في أسرةٍ مُعينة أو الأشخاص الذين يتشاركون في مكان الإقامة. ويشمل ذلك كل شكلٍ من أشكال الدخل؛ بما في ذلك الرواتب والأجور ودخل التقاعد والتحويلات الحكومية النقدية والمكاسب الاستثمارية. وهو معيار لتحديد مُستوى معيشة الأسرة، ويتم استخدام مُتوسط دخل الأسرة لمعرفة مؤشر مستوى رفاهية المواطنين في البُلدان.